# Валґа (волость)
Ва́лґа (ест. Valga vald) — волость в Естонії, адміністративна одиниця самоврядування в повіті Валґамаа.

## Географічні дані
Площа волості — 750 км2, чисельність населення на 1 січня 2017 року становила 16847 осіб.

## Населені пункти
Адміністративний центр — місто Валґа.
На території волості також розташовані:
3 селища (alevik): Иру (Õru), Лаатре (Laatre), Тсірґулійна (Tsirguliina);
48 сіл (küla):
Валтіна (Valtina), Віласкі (Vilaski), Вягеру (Väheru), Вяльякюла (Väljaküla), Гарґла (Hargla), Илату (Õlatu), Ирусте (Õruste), Ійґасте (Iigaste), Кааґ'ярве (Kaagjärve), Каллікюла (Kalliküla), Карула (Karula), Ківікюла (Kiviküla), Кіллінґе (Killinge), Кірбу (Kirbu), Койва (Koiva), Койккюла (Koikküla), Кообассааре (Koobassaare), Коріярве (Korijärve), Коркуна (Korkuna), Кяерікмяе (Käärikmäe), Лаанеметса (Laanemetsa), Лепа (Lepa), Лонді (Londi), Лота (Lota), Лусті (Lusti), Лутсу (Lutsu), Люллемяе (Lüllemäe), Мугква (Muhkva), Мустуметса (Mustumetsa), Паю (Paju), Пікк'ярве (Pikkjärve), Прійпалу (Priipalu), Пуґрітса (Pugritsa), Раавітса (Raavitsa), Рампе (Rampe), Ребаземийза (Rebasemõisa), Рінґісте (Ringiste), Сооблазе (Sooblase), Соору (Sooru), Супа (Supa), Тагева (Taheva), Таґула (Tagula), Тиллісте (Tõlliste), Тирвазе (Tõrvase), Тіну (Tinu), Тсірґумяе (Tsirgumäe), Унікюла (Uniküla), Яанікезе (Jaanikese).

## Історія
22 жовтня 2017 року волость Валґа офіційно утворена шляхом об'єднання територій міста-муніципалітету Валґа та волостей Иру, Карула, Тагева і Тиллісте. Місто Валґа втратило статус муніципалітету.